# Tổ chức Tầm nhìn Thế giới
Tầm nhìn Thế giới hoặc Hoàn cầu Khải tượng là một tổ chức Cơ đốc chuyên về cứu trợ, phát triển, và bảo trợ bằng cách đồng hành với trẻ em, các gia đình, và cộng đồng để giúp họ vượt qua sự nghèo khó và bất công. Được soi dẫn bởi các giá trị Cơ Đốc, Tầm nhìn Thế giới hướng về mục tiêu dấn thân để chia sẻ với những người dễ bị tổn thương nhất trên thế giới, và phục vụ mọi người không phân biệt tôn giáo, chủng tộc, hoặc giới tính.
Kể từ lúc Bob Pierce thành lập Tầm nhìn Thế giới năm 1950, tổ chức này đã phát triển để trở thành một trong những tổ chức từ thiện và phát triển lớn nhất thế giới với tổng Ngân quỹ bao gồm các khoản quyên góp, sản phẩm, và đóng góp từ nước ngoài lên 2, 79 tỉ USD năm 2011.

## Lịch sử
Tổ chức Cơ Đốc về cứu trợ và phát triển này hoạt động với tôn chỉ giúp đỡ trẻ em và cộng đồng của chúng trên khắp thế giới đã tận dụng mọi tiềm năng của mình trong nỗ lực giải quyết căn nguyên của nạn nghèo đói. Tầm nhìn Thế giới được thành lập năm 1950 bởi Tiến sĩ Bob Pierce, một mục sư trẻ tuổi đang làm việc tại Trung Hoa và Hàn Quốc cho tổ chức Tuổi trẻ vì Chúa Cơ Đốc (Youth for Christ); trong khi thi hành mục vụ Pierce có cơ hội tiếp xúc với nhiều trẻ em bất hạnh và tình cảm nhân ái của ông bắt đầu hướng về chúng. Pierce dành tất cả những gì ông có cho một bé gái tên Bạch Ngọc, đến từ một gia đình Trung Hoa nghèo khổ. Bé gái này bị đánh đập và tước đoạt mọi thứ sau khi em quyết định trở thành một tín hữu Cơ Đốc. Số tiền 5 USD của Pierce chỉ đủ để cho em thức ăn, quần áo và cơ hội đến trường, nhưng ông hứa mỗi tháng sẽ gởi cho em tiền trợ cấp. Hành động tự nguyện này là sự khởi đầu cho các chương trình bảo trợ của Tầm nhìn Thế giới trên toàn cầu.
Năm 1967, Pierce từ nhiệm khỏi Tầm nhìn Thế giới; năm 1970, ông nhận lãnh đạo một tổ chức trợ giúp nạn nhân đói kém, sau này trở thành tổ chức từ thiện Quỹ Người Samaria nhân lành (Samaritan's Purse). Bob Pierce qua đời năm 1978.
Tầm nhìn Thế giới bắt đầu chăm sóc trẻ mồ côi và những trẻ em khác đang cần trợ giúp trên khắp châu Á rồi lan dần đến hơn 90 quốc gia với tầm hoạt động được mở rộng sang các lãnh vực khác như phát triển cộng đồng và chăm sóc người nghèo như là một phần trong sứ mạng căn bản của tổ chức nhằm giúp trẻ em và gia đình của chúng kiến tạo một tương lai bền vững. Với hơn 20.000 nhân viên, năm 2005, Tầm nhìn Thế giới xúc tiến các chương trình hoạt động trên khắp thế giới ảnh hưởng đến cuộc sống của 100 triệu người, trong đó có 1,85 triệu người đang sống tại nước Mỹ. Có năm triệu người đóng góp, hỗ trợ và làm tình nguyện viên đồng hành với Tầm nhìn Thế giới để đạt đến những mục tiêu này.

## Cơ cấu
Cấu trúc tổ chức của Tầm nhìn Thế giới vận hành theo cách đồng công với các văn phòng độc lập tại mỗi quốc gia, những văn phòng này tự điều hành các ban quản trị hoặc hội đồng tư vấn tại chỗ. Một cương lĩnh chung và những giá trị cùng chia sẻ ràng buộc các văn phòng cộng tác và nhân viên. Các văn phòng thành viên cùng chịu chi phối bởi các chính sách và tiêu chuẩn chung, chịu trách nhiệm kiểm soát lẫn nhau qua một hệ thống kiểm tra đồng đẳng.
Các văn phòng thành viên - đặt tại Geneva, Bangkok, Nairobi, Kypros, Los Angeles và San José, Costa Rica - có nhiệm vụ phối hợp điều hành chiến lược và đại diện cho Tầm nhìn Thế giới trên trường quốc tế. Mỗi văn phòng quốc gia đều có tiếng nói bình đẳng trong việc điều hành tổ chức, xoá bỏ sự phân biệt lâu đời giữa thế giới đã phát triển và thế giới đang phát triển.
Một ban giám đốc quốc tế quản lý Hệ thống Thành viên Tầm nhìn Thế giới. Toàn thể ban giám đốc họp hai lần mỗi năm để bổ nhiệm các chức danh lãnh đạo, thông qua các kế hoạch chiến lược, thông qua ngân quỹ cũng như ấn định các chính sách quốc tế.

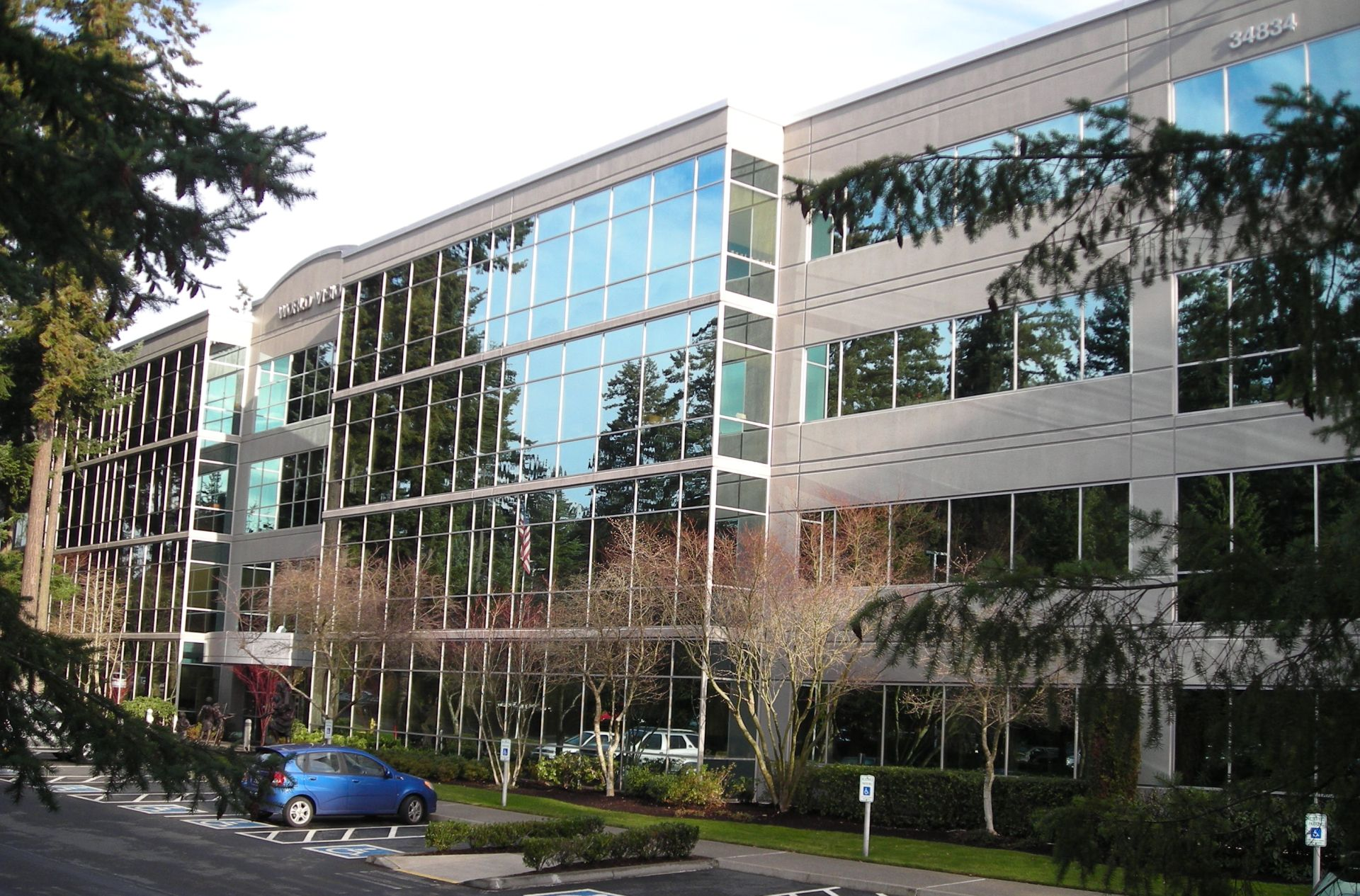
Trụ sở World Vision Hoa Kỳ

Chủ tịch ban giám đốc quốc tế là Denis St. Armour đến từ Canada. Chủ tịch của Tầm nhìn Thế giới là Kevin J. Jenkins.

## Ngân quỹ
Khoảng 80% ngân quỹ của Tầm nhìn Thế giới đến từ khu vực tư, gồm có đóng góp từ các cá nhân, các câu lạc bộ Tầm nhìn Thế giới tại các trường học chẳng hạn như Trường Mỹ - Đài Loan, các công ty và các tổ chức. Phần còn lại là đóng góp đến từ các chính phủ và các cơ quan đa quốc gia. Ngoài những đóng góp bằng tiền mặt, Tầm nhìn Thế giới còn có những quyên góp bằng hiện vật, điển hình là thực phẩm, thuốc men và áo quần được quyên góp từ các công ty và các cơ quan chính phủ.
Xấp xỉ một nửa các chương trình hoạt động của Tầm nhìn Thế giới dành cho việc bảo trợ trẻ em. Những cá nhân, gia đình, giáo đoàn và các nhóm khác nhận bảo trợ trẻ em có hoàn cảnh đặc biệt hoặc các đề án cộng đồng trong và ngoài nước. Nhà bảo trợ hằng tháng gởi tiền cung ứng sự trợ giúp cho trẻ em hoặc các đề án đang được bảo trợ.

## Hoạt động
Tầm nhìn Thế giới nỗ lực đáp ứng nhu cầu con người trong năm lãnh vực chính: cứu trợ khẩn cấp, giáo dục, chăm sóc sức khoẻ, phát triển kinh tế, và cổ xuý công bằng xã hội. Hoạt động của Tầm nhìn Thế giới tập trung vào các chương trình như phát triển chuyển đổi, cứu trợ khẩn cấp, sáng kiến chiến lược, sự quan tâm của công luận và làm chứng nhân cho Chúa Cơ Đốc.
Chương trình Phát triển để chuyển đổi nhắm vào mục tiêu cải thiện đời sống trẻ em. Lúc ban đầu nhằm giúp người dân và cộng đồng của họ nhận ra nguồn lực của chính mình để học biết cách sử dụng chúng hầu thay đổi cuộc sống. Với sự hỗ trợ từ Tầm nhìn Thế giới, các cộng đồng có thể tự chuyển đổi bằng cách tiến hành các đề án phát triển trong các lĩnh vực như chăm sóc sức khoẻ, sản xuất nông nghiệp, cải thiện nguồn nước, giáo dục, phát triển kinh tế quy mô nhỏ và các chương trình cộng đồng khác.
Tầm nhìn Thế giới cung ứng sự hỗ trợ khẩn cấp cho những người đang bị đe doạ bởi các loại thảm hoạ hay đang kẹt trong các vùng tranh chấp; những người này cần có sự trợ giúp khẩn cấp được tổ chức hiệu quả. Tầm nhìn Thế giới hoặc là tự mình tìm cách đáp ứng các tình huống khẩn cấp quy mô lớn trên khắp thế giới hoặc hợp tác với các tổ chức từ thiện khác trong nỗ lực giảm nhẹ đau thương và tổn thất cho nạn nhân thảm hoạ như nạn đói ở Ethiopia và Bắc Triều Tiên, bão lũ và lở đất ở Trung Mỹ, sóng thần tại các quốc gia Ấn Độ Dương, động đất ở El Salvador, Ấn Độ, Đài Loan và Thổ Nhĩ Kỳ, người tị nạn chiến tranh tại Kosovo, Chechnya, Sierra Leone, Angola và Đông Timor.
Tầm nhìn Thế giới cũng lên tiếng đánh động công luận về các nhân tố phức tạp và có hệ thống góp phần kéo dài nạn nghèo đói và đề ra giải pháp bằng cách cổ xuý công lý. Tầm nhìn Thế giới ủng hộ những nỗ lực tập thể của các cộng đồng cáo giác những bất công xã hội với mục tiêu hành động để thay đổi cuộc sống. Tầm nhìn Thế giới cũng lên tiếng về các vấn đề như lao động trẻ em, xoá nợ cho các nước nghèo, sử dụng trẻ em chiến đấu trong các cuộc tranh chấp có vũ trang. Tầm nhìn Thế giới Quốc tế ủng hộ Bản Tuyên ngôn Nhân quyền Quốc tế và Công ước Liên Hợp Quốc về quyền trẻ em như là những thể hiện nền tảng về tự do và trách nhiệm nên thực hiện tại mỗi quốc gia. Tầm nhìn Thế giới tìm kiếm cơ hội giảm thiểu các nguy cơ xung đột và đóng góp các giải pháp ôn hòa nhằm giải quyết sự thù địch bằng đàm phán và hoà giải.
Là một tổ chức Cơ Đốc, Tầm nhìn Thế giới, cùng các tín hữu và các nhà lãnh đạo Cơ Đốc thuộc mọi giáo phái, tham gia vào các sáng kiến chiến lược thông qua những hội nghị, tư vấn, các chương trình huấn luyện và những cơ hội giáo dục. Tầm nhìn Thế giới là một tổ chức có khuynh hướng hiệp nhất hội thánh mong muốn hợp tác với mọi giáo hội Cơ Đốc.
Tầm nhìn Thế giới khuyến khích công luận quan tâm đến những nhu cầu của người khác, nguyên do của nạn nghèo đói, và bản chất của những đáp ứng phát xuất từ lòng nhân ái. Những nỗ lực này bao gồm sự hợp tác với các phương tiện truyền thông và phương pháp tham gia cộng đồng (community participation) trong công tác gây quỹ. Với mọi phương tiện hiện có, Tầm nhìn Thế giới cố nêu lên vấn đề nhân phẩm của các nạn nhân là trẻ em cùng gia đình của chúng trong nỗ lực giải thích nguyên nhân và hậu quả của nạn nghèo đói, chiến tranh, bị ruồng bỏ và lạm dụng.
Tầm nhìn Thế giới tin rằng làm chứng nhân cho Chúa Cơ Đốc là nền tảng cho công tác cứu trợ với niềm xác tín rằng Thiên Chúa, trong thân vị của Chúa Giê-xu, ban cho con người niềm hi vọng được đổi mới, phục hồi và hoà giải. Tầm nhìn Thế giới trình bày thông điệp này qua"đời sống, hành động, cử chỉ và lời nói"trong tinh thần tôn trọng các niềm tin khác. Chủ trương của tổ chức này là không tìm cách lôi kéo hoặc ép buộc người khác qui đạo dưới bất cứ hình thức nào. Các chương trình và dịch vụ của Tầm nhìn Thế giới phục vụ mọi người không phân biệt chủng tộc, giới tính và tôn giáo. Tất cả nhân viên làm việc cho Tầm nhìn Thế giới tại Hoa Kỳ được yêu cầu ký vào một bản xưng nhận đức tin vào Chúa Giê-xu, mặc dù những người làm việc theo hợp đồng hoặc những đối tác không cần phải có niềm tin Cơ Đốc. Tại các văn phòng ở nhiều nước trên thế giới, không có đòi hỏi nào về niềm tin tôn giáo đối với việc tuyển dụng nhân viên.

## Việt Nam
Tầm nhìn Thế giới đã có mặt tại Việt Nam từ năm 1960. Trong 15 năm kế tiếp, tổ chức này thiết lập các chương trình hỗ trợ người vô gia cư, những dịch vụ phục hồi chức năng, và tập chú vào các hoạt động giúp đỡ trẻ em có hoàn cảnh khó khăn: cung cấp dịch vụ y tế cho trẻ em nghèo và trẻ bị thất lạc gia đình. Từ giữa thập niên 1960, Tầm nhìn Thế giới, hợp tác với các chi hội thuộc Hội Thánh Tin Lành Việt Nam, thành lập các trường học (phần lớn là trường tiểu học) cho trẻ em nghèo. Đến năm 1970, đã có 77 cơ sở giáo dục thuộc loại hình này có mặt trên hầu hết các tỉnh thành ở miền Nam.
Sau năm 1975, hoạt động của Tầm nhìn Thế giới tại Việt Nam bị gián đoạn. Đến năm 1988, tổ chức này trở lại Việt Nam với các hoạt động cứu trợ khẩn cấp và mở một văn phòng đại diện tại Hà Nội năm 1990. Trong hơn 30 năm qua, Tầm nhìn Thế giới đã phối hợp với chính phủ Việt Nam, các tổ chức phi chính phủ khác cùng người dân tại các cộng đồng thực hiện rất nhiều hoạt động cứu trợ, hỗ trợ phát triển và vận động chính sách. Theo báo cáo năm 2019, Tầm nhìn Thế giới Việt Nam triển khai hơn 40 chương trình và dự án tại 18 tỉnh, thành phố trên toàn quốc. Hơn 74,000 trẻ em đang được trợ giúp trực tiếp thông qua chương trình bảo trợ trẻ em.
Ngân sách hàng năm cho hoạt động của Tầm nhìn Thế giới tại Việt Nam là khoảng 19 triệu USD (năm 2019), trong đó ngân sách trực tiếp cho dự án chiếm 90%, phần còn lại là chi phí hành chính. Nguồn tài trợ của Tầm nhìn Thế giới tại Việt Nam đến từ 14 quốc gia tại châu Âu, châu Á, châu Mỹ và châu Úc. Tầm nhìn Thế giới tại Việt Nam có 420 nhân viên, trong đó số nhân viên Việt Nam chiếm 99%. Với những điều kiện nói trên, Tầm nhìn Thế giới tiếp tục là một trong những tổ chức phi chính phủ lớn nhất hoạt động tại Việt Nam xét trên phương diện phạm vi và sự phong phú của chương trình hoạt động.
Là tổ chức hoạt động vì trẻ em, Tầm nhìn Thế giới tại Việt Nam thực hiện hoạt động vì an sinh của trẻ em, trọng tâm vào các hoạt động bảo vệ trẻ em, y tế, cải thiện sinh kế và kinh tế hộ gia đình, giáo dục kỹ năng sống và giá trị sống, và tăng cường sự tham gia của trẻ em. Hàng năm, cuộc sống của hơn 400,000 trẻ em và người dân tại các cộng đồng khó khăn được cải thiện nhờ các chương trình của Tầm nhìn Thế giới.
Tầm nhìn Thế giới cũng hoạt động tích cực trong nỗ lực xóa đói giảm nghèo, phát triển kinh tế - xã hội và đặc biệt là nâng cao nhận thức, khuyến khích sự tham gia vào các hoạt động cộng đồng của phụ nữ và đồng bào thiểu số.
Trong buổi tiếp kiến Chủ tịch Tầm nhìn Thế giới Quốc tế, ông Kevin Jenkins, chiều ngày 28 tháng 9 năm 2016, cựu Chủ tịch Nước Trần Đại Quang khẳng định, trong hơn 500 tổ chức phi chính phủ nước ngoài tại Việt Nam, tổ chức Tầm nhìn Thế giới là một trong những tổ chức có hoạt động tích cực, với giá trị viện trợ hàng năm lớn nhất vào khoảng 20 triệu USD.

## Địa bàn
Năm 2004, Tầm nhìn Thế giới hoạt động tích cực tại các quốc gia sau:
- Châu Phi
  - Angola, Burundi, Tchad, Cộng hòa Dân chủ Congo, Ethiopia, Ghana, Kenya, Lesotho, Liberia, Malawi, Mali, Mauritanie, Mozambique, Niger, Rwanda, Sénégal, Sierra Leone, Somalia, Cộng hoà Nam Phi, Sudan, Swaziland, Tanzania, Uganda, Zambia, Zimbabwe.
- Châu Á và Thái Bình Dương
  - Afghanistan, Úc, Bangladesh, Campuchia, Cộng hòa Nhân dân Trung Hoa (Trung Quốc đại lục và Hồng Kông), Đông Timor, Ấn Độ, Indonesia, Nhật Bản, Lào, Malaysia, Mông Cổ, Myanmar, Nepal, New Zealand, Bắc Triều Tiên, Pakistan, Papua New Guinea, Philippines, Singapore, Quần đảo Solomon, Hàn Quốc, Sri Lanka, Đài Loan, Thái Lan, Uzbekistan, Vanuatu, Việt Nam.
- Châu Âu và Trung Đông
  - Albania, Armenia, Áo, Azerbaijan, Bosna và Hercegovina, Phần Lan, Pháp, Gruzia, Đức, Ireland, Israel, Kosovo, Liban, Macedonia, Hà Lan, România, Nga, Serbia và Montenegro, Tây Ban Nha, Thụy Sĩ, Syria, Các Tiểu Vương quốc Ả Rập Thống nhất, Vương quốc Liên hiệp Anh và Bắc Ireland.
- Mỹ Latin
  - Argentina, Bolivia, Brasil, Chile, Colombia, Costa Rica, Cộng hòa Dominica, Ecuador, El Salvador, Guatemala, Haiti, Honduras, México, Nicaragua, Peru.
- Bắc Mỹ
  - Canada, Hoa Kỳ.